# Eddie Thomas Petersen
Eddie Thomas Petersen, född 18 augusti 1951 i Skagen, är en dansk regissör och manusförfattare. 

## Regi i urval
- 2001–2004 – Kommissarie Winter (TV-serie)
- 2001 – Tsatsiki – vänner för alltid